# گرامندورف
گرامندورف (به آلمانی: Grammendorf) یک شهر در آلمان است که در فرپومرن-روگن واقع شده‌است. گرامندورف ۶۳۲ نفر جمعیت دارد.